# The Night They Raided Minsky's
The Night They Raided Minsky's is een Amerikaanse filmkomedie uit 1968 onder regie van William Friedkin. De film werd destijds in Nederland uitgebracht onder de titel Striptease tussen knevels en bakkebaarden.

## Verhaal
Het Amishmeisje Rachel Schpitendavel wil variétédanseres worden in New York. Aanvankelijk taalt geen mens naar haar christelijk geïnspireerde ballet. Wanneer de politie een inval doet tijdens een optreden, krijgt ze veel aandacht in de pers.

## Rolverdeling
| Acteur            | Personage            |
| ----------------- | -------------------- |
| Jason Robards     | Raymond Paine        |
| Britt Ekland      | Rachel Schpitendavel |
| Norman Wisdom     | Chick Williams       |
| Forrest Tucker    | Trim Houlihan        |
| Harry Andrews     | Jacob Schpitendavel  |
| Joseph Wiseman    | Louis Minsky         |
| Denholm Elliott   | Vance Fowler         |
| Elliott Gould     | Billy Minsky         |
| Jack Burns        | Candy Butcher        |
| Bert Lahr         | Professor Spats      |
| Gloria LeRoy      | Mae Harris           |
| Eddie Lawrence    | Scratch              |
| Dexter Maitland   | Duffy                |
| Lillian Hayman    | Zangeres             |
| Richard Libertini | Pockets              |